# Argiope modesta
Argiope modesta es una especie de araña araneomorfa género Argiope, familia Araneidae. Fue descrita científicamente por Thorell en 1881.
Habita en desde Borneo hasta Australia.